# لیر برتون
لیر برتون (به انگلیسی: Layer Breton) یک محله مدنی و روستا در بریتانیا است که در Colchester واقع شده‌است. لیر برتون ۲۸۷ نفر جمعیت دارد.